# Батьки-засновники Європейського Союзу
«Батьки-засновники Європейського Союзу» — кілька чоловіків, які зробили значний внесок у створення Європейського Союзу в його сьогоднішньому вигляді. Не існує ніякого офіційного списку батьків або одного критерію, що визначає їх такими.

## Батьки-засновники Європи
Щиро кажучи, ця назва була дана пресою і історіографією   групі з семи політиків, які відіграли ключову роль у реалізації європейського будівництва:
- Конрад Аденауер
- Жозеф Беш
- Йохан Віллем Бейен
- Альчіде Де Гаспері
- Жан Моне
- Робер Шуман
- Поль-Анрі Спаак

## Пропозиції та Римський договір
Граф Ріхард Куденгофе-Калергі (1894-1972) опублікував маніфест пан'європа , який в 1923 році започаткував однойменний рух. На початку 1950-х років Робер Шуман (1886-1963), ґрунтуючись на плані Жана Моне (1888-1979), закликав до створення Європейської спільноти з вугілля та сталі у своїй «Декларації Шумана». Ж.Моне став першим головою Верховного Органу, Загальної асамблеї Європейського парламенту і став помітною фігурою в розвитку європейської інтеграції.
Все почалося з підписання Римського договору про створення Європейського економічного співтовариства. Хоч і не всі люди, які підписали договір, здобули популярність як «батьки-засновники», але до їх числа увійшов Поль-Анрі Спаак (1899-1972), який працював над договором, а також над створенням союзу Бенілюкс, згодом став першим головою Парламентської асамблеї Європейського парламенту. Іншими батьками-засновниками, які підписали договір, були Конрад Аденауер (1876-1967) з Німеччини та Жозеф Беш (1887-1975) з Люксембургу.

## Інші
Крім того, батьками-засновниками також вважаються: Вінстон Черчілль (1874-1965), який виступив з промовою в Цюриху в 1946 році, де він закликав до створення Сполучених Штатів Європи, починаючи зі створення Ради Європи (була створена кілька років потому). Альчіде де Гаспері (1881-1954), який був італійським прем'єр-міністром, а також міністром закордонних справ в момент створення ЄСВС, згодом став другим головою Європейського парламенту; Жак Делор (нар. 1925), який був успішним головою Європейської комісії в 1980-х і 1990-х роках; Сіккім Мансхольт (1908-1995), голландський міністр і голова Європейської комісії; Лоренцо Наталі; Маріу Соареш (нар. 1924), що був португальським прем'єр-міністром під час правління якого Португалія вступила в ЄС; Альтьєро Спінеллі (1907-1986), активний учасник італійського опору і Європейського руху федералів, який став знаним ЧЄП і Єврокомісаром, а також П'єр Вернер (1913-2002) — прем'єр-міністр Люксембургу.